# Arthur Ashe
Arthur Robert Ashe Jr. (ur. 10 lipca 1943 w Richmond, zm. 6 lutego 1993 w Nowym Jorku) – amerykański tenisista, zwycięzca turniejów wielkoszlemowych, pierwszy Afroamerykanin w reprezentacji w Pucharze Davisa.

## Życie prywatne
W 1977 roku poślubił Jeanne Moutoussamy. Mieli jedną córkę, Camerę.
Ashe chorował na serce; leczenie wymagało transfuzji krwi, co doprowadziło do zakażenia wirusem HIV. Tenisista ujawnił chorobę w kwietniu 1992, stając się symbolem walki z AIDS. Zmarł niespełna rok później. Na jego cześć nazwano stadion główny w kompleksie USTA Billie Jean King National Tennis Center we Flushing Meadows–Corona Park w Nowym Jorku, na którym rozgrywane są zawody US Open.
20 czerwca 1993 roku został pośmiertnie odznaczony przez prezydenta Billa Clintona Medalem Wolności.

## Kariera tenisowa
Był pierwszym Afroamerykaninem, który wygrał wielkoszlemowe turnieje. W singlu triumfował w 3 imprezach tej rangi, najpierw w 1968 podczas US Open. W finale okazał się lepszym od Toma Okkera. W 1970 został mistrzem Australian Open po finale z Dickiem Crealyem. Ostatni singlowy wielkoszlemowy triumf odniósł w 1975 roku na Wimbledonie pokonując Jimmy’ego Connorsa. Ashe był również uczestnikiem finałów Australian Championships 1966 i 1967, Australian Open 1971 i US Open 1972.
W grze podwójnej zwyciężył w dwóch wielkoszlemowych zawodach, French Open w 1971 i Australian Open 1977. We Francji startował razem z Martym Riessenem, natomiast w Australii z Tonym Roche. Ashe był ponadto finalistą US Open 1968, French Open 1970 i Wimbledonu 1971.
W latach 1963–1978 reprezentował Stany Zjednoczone w Pucharze Davisa, stając się pierwszym Afroamerykaninem w narodowej kadrze. Wygrał to trofeum 4-krotnie, w latach 1963, 1968–1970. W grze pojedynczej zagrał w 32 meczach, odnosząc 27 zwycięstw, z kolei w grze podwójnej zanotował 1 triumf i 1 porażkę.
W rankingu tworzonym przez Harry’ego Hopmana był klasyfikowany w 1968 roku na pozycji lidera wśród singlistów. Najwyżej wg klasyfikacji ATP zajmował 2. miejsce 10 października 1976.
Po zakończeniu kariery został w roku 1985 uhonorowany miejscem w Międzynarodowej Tenisowej Galerii Sławy.

### Finały w turniejach wielkoszlemowych

#### Gra pojedyncza (3–4)
| Końcowy wynik | Nr | Data | Turniej                             | Nawierzchnia | Przeciwnik    | Wynik finału                 |
| ------------- | -- | ---- | ----------------------------------- | ------------ | ------------- | ---------------------------- |
| Finalista     | 1. | 1966 | Australian Championships, Melbourne | Trawiasta    | Roy Emerson   | 4:6, 8:6, 2:6, 3:6           |
| Finalista     | 2. | 1967 | Australian Championships, Melbourne | Trawiasta    | Roy Emerson   | 4:6, 1:6, 4:6                |
| Zwycięzca     | 1. | 1968 | US Open, Forest Hills               | Trawiasta    | Tom Okker     | 14:12, 5:7, 6:3, 3:6, 6:3    |
| Zwycięzca     | 2. | 1970 | Australian Open, Melbourne          | Trawiasta    | Dick Crealy   | 6:4, 9:7, 6:2                |
| Finalista     | 3. | 1971 | Australian Open, Melbourne          | Trawiasta    | Ken Rosewall  | 1:6, 5:7, 3:6                |
| Finalista     | 4. | 1972 | US Open, Forest Hills               | Trawiasta    | Ilie Năstase  | 6:3, 3:6, 7:6(5–1), 4:6, 3:6 |
| Zwycięzca     | 3. | 1975 | Wimbledon, Londyn                   | Trawiasta    | Jimmy Connors | 6:1, 6:1, 5:7, 6:4           |

#### Gra podwójna (2–3)
| Końcowy wynik | Nr | Data | Turniej                    | Nawierzchnia | Partner          | Przeciwnicy                      | Wynik finału             |
| ------------- | -- | ---- | -------------------------- | ------------ | ---------------- | -------------------------------- | ------------------------ |
| Finalista     | 1. | 1968 | US Open, Forest Hills      | Trawiasta    | Andrés Gimeno    | Bob Lutz Stan Smith              | 9:11, 1:6, 5:7           |
| Finalista     | 2. | 1970 | French Open, Paryż         | Ceglana      | Charlie Pasarell | Ilie Năstase Ion Țiriac          | 2:6, 4:6, 3:6            |
| Zwycięzca     | 1. | 1971 | French Open, Paryż         | Ceglana      | Marty Riessen    | Tom Gorman Stan Smith            | 6:8, 4:6, 6:3, 6:4, 11:9 |
| Finalista     | 3. | 1971 | Wimbledon, Londyn          | Trawiasta    | Dennis Ralston   | Roy Emerson Rod Laver            | 6:4, 7:9, 8:6, 4:6, 4:6  |
| Zwycięzca     | 2. | 1977 | Australian Open, Melbourne | Trawiasta    | Tony Roche       | Charlie Pasarell Erik van Dillen | 6:4, 6:4                 |